# Extranjero (cómic)
Kris Keating, alias Extranjero, es un supervillano ficticio que aparece en los cómics estadounidenses publicados por Marvel Comics. Anteriormente estuvo casado con la Silver Sable.
Kris Keating es un mercenario y asesino. Aunque no tiene poderes ni habilidades sobrehumanas, ha entrenado su cuerpo para que esté en una condición física máxima absoluta, se encuentra entre los mejores practicantes de artes marciales del Universo Marvel y, como asesino profesional, que ha evadido la detección por parte de varias agencias internacionales de aplicación de la ley, es muy inteligente. A menudo se le describe como extremadamente competente.
Christopher Abbott interpreta al Extranjero haciendo su debut para Kraven the Hunter (2024) del Universo Spider-Man de Sony.

## Historial de publicaciones
El escritor Peter David creó al Extranjero como un personaje asesino maestro para ser un némesis de Spider-Man. Según David, el personaje fue diseñado para tener un gran parecido con Patrick McGoohan. La voz del personaje se escuchó por primera vez en un teléfono en una escena en Web of Spider-Man # 15 (junio de 1986), que fue escrita por David Michelinie, pero no hizo una aparición visual completa hasta más tarde ese año en The Spectacular Spider-Man # 116 (julio de 1986).
El Extranjero fue favorecido por el editor Jim Owsley como la verdadera identidad de Hobgoblin.

## Biografía ficticia
El Extranjero apareció por primera vez como un enemigo de Spider-Man cuando hizo una apuesta con otro villano, Chance, que este último no podría derrotar y matar a Spider-Man. El Extranjero ganó esta apuesta. En un intento de impresionar al Extranjero, el asesino Sabretooth se ofreció como voluntario para matar a la ladrona conocida como la Gata Negra que había robado un cuaderno de oro macizo de la oficina del Extranjero. Sin embargo, Spider-Man intervino y derrotó a Sabretooth. Finalmente, derrotó a la propia Gata Negra y luego decidió, en lugar de ejecutar, comenzar una relación romántica para usar con el pretexto de formar una alianza para destruir a Spider-Man (mientras que el verdadero motivo oculto es enlistar a los miembros de Spider-Man como un asesino en su Club 1400). Spider-Man lo rechazó y el Extranjero se vio obligado a abandonar esa identidad.
El Extranjero contrató a un asesino para que asumiera la identidad de Blaze para bombardear el apartamento de la Gata Negra. Disfrazado como el teniente Kris Keating, el Extranjero mató a Blaze e incriminó a Spider-Man para el trabajo. Como Keating, el Extranjero escapó de un intento de asesinato por parte de la Rosa. Finalmente luchó contra Spider-Man por primera vez y fue traicionado por la Gata Negra. El Extranjero contrató al Hobgoblin para robar un libro de contabilidad incriminatorio del Kingpin. El Extranjero fue derrotado por Silver Sable en un duelo de esgrima. Rosa Sangrienta contrató al Extranjero, quien a su vez contrató a los Cazadores y los Nuevos Ejecutores para derribar los restos del imperio de Kingpin.
En el pasado, fundó un club de asesinos llamado Club 1400. La CIA, el FBI y la mayoría de las agencias gubernamentales de todo el mundo desconocen la existencia del Extranjero o su organización. Como maestro del disfraz, tiene literalmente cientos de identidades en todo el mundo. Estas identidades son utilizadas no solo por él, sino por otros miembros de su organización que también son maestros del disfraz y el asesinato.
Anteriormente estuvo casado con Silver Sable y estuvo involucrado sentimentalmente por un corto tiempo con la Gata Negra. Es amigo de Wilson Fisk y se rumorea que los dos eran amigos cuando el Extranjero fue contratado para matar a Fisk por uno de sus enemigos, pero el Extranjero descubrió que tenían el mismo cumpleaños y decidió caprichosamente matar a su empleador. Más tarde, conoció a Fisk e inició su relación de amistad / negocios.
El Extranjero fue contratado una vez para matar al Hobgoblin por el mercenario Jason Macendale (quien más tarde se convirtió en el Hobgoblin). Llevó a cabo la ejecución de Ned Leeds. Los hombres del Extranjero hicieron un trabajo rápido y degollaron a Leeds. Más tarde se reveló que Leeds era en realidad una marioneta del Hobgoblin original que había abandonado a la persona para evitar tal asesinato. Más tarde contrató a Whisper, Pulse, Swift y Warfare para matar a Betty Brant Leeds, que buscaba exponer el papel del Extranjero en la muerte de Ned. Le reveló a Betty que Leeds era supuestamente el Hobgoblin original.
En algún momento del pasado, el Extranjero entrenó al mutante sobrehumano conocido como Sabretooth. Desde entonces se ha distanciado de su antiguo novicio. Parece que el Extranjero rehúye la naturaleza asesina de Sabretooth, al menos en tanto que Sabretooth incluso mata a personas cuando no es rentable, lo que el Extranjero considera una mala práctica comercial.
Ha sido contratado por muchos personajes diferentes para llevar a cabo varios asesinatos. Nunca ha sido encarcelado ni identificado positivamente por las autoridades. Los pocos casos en los que no cumplió con sus objetivos solían deberse a su capricho personal y no a su incapacidad. El nombre real y el origen del Extranjero aún no se han revelado y, aunque habla con acento británico, puede que no sea británico.
En un momento, las maquinaciones de Justin Hammer pusieron al Club 1400 en su contra y la organización fue destruida; el Extranjero no parecía tener la intención de reconstruirlo, ya que se dio cuenta de que todo era demasiado difícil de manejar e hinchado para su gusto.
Se descubrió que el Extranjero es el responsable de asesinar a Thunderbolt Ross y de incriminar al Capitán América por el crimen. Una revivida y rejuvenecida Peggy Carter de alguna manera, que opera como Dryad, derriba las casas seguras de Extranjero en Nueva York. Peggy se enfrenta al Extranjero y pelea con él hasta que Crossbones y Sin les disparan un misil. Peggy sobrevive al ataque, mientras que el Extranjero presuntamente muere.
El Extranjero visitó el casino aéreo de Chance llamado Palace, donde Chance lo estafó. Foreigner es engañado y presionado por Chance para que cubra las deudas de la noche si puede robar los lanza-telarañas de Spider-Man. Ambos tuvieron éxito con la ayuda de Jack O'Lanterns. Luego, Chance tuvo que aceptar a regañadientes convertirse en el socio comercial del Extranjero.
Después de que el Extranjero y Chance descubrieron que el estudiante de la Universidad Empire State, Jamie Tolentino, usó el Clarividente para ganar todas las apuestas y acumuló una deuda cuando se quedó sin batería, Jamie les dijo que podía conseguirle el Catalizador como fuente de energía para El Clarividente. Lo logran a pesar de la intervención de Spider-Man y ambos dispositivos están ahora en el Palacio. Luego se revela que Jack O'Lanterns, Grizzly y muchos de los patrocinadores del Palacio son en realidad agentes durmientes de Finisher y Camaleón cuando comienzan a destrozar el Palacio. El Extranjero y Chance persuadieron a Slyde a trabajar para ellos con un salario doble mientras Jack O'Lantern luchaba contra los Jack O'Lantern. Spider-Man y Jamie pudieron evitar que el Palacio se estrellara contra Manhattan. Luego, con sus cuentas bancarias vaciadas por Spider-Man y Ned Leeds, el Extranjero contrata a Taskmaster y Hormiga Negra para que lo ayuden en su plan de venganza.
Durante la historia de Sinister War, Taskmaster, Hormiga Negra, Chance, Jack O'Lantern, y Slyde son enviados por Kindred para atacar a Spider-Man después de que Kindred interrumpiera el robo de su vehículo blindado.

## Poderes y habilidades
El Extranjero no tiene poderes ni habilidades sobrehumanas. Solo ha entrenado su cuerpo para estar en óptimas condiciones físicas. Es más fuerte, más rápido, más ágil y tiene mejor tiempo de reacción que cualquier atleta olímpico. Es experto en todas las formas conocidas de artes marciales y en la mayoría de las formas de armamento manual convencional. Es uno de los mejores pugilistas del Universo Marvel, similar en habilidad al Capitán América y Wolverine. Sus habilidades son tales que incluso sin habilidades sobrehumanas, es capaz de realizar hazañas de fuerza aparentemente inhumanas a través de una concentración intensa, e incluso ha luchado contra Spider-Man hasta detenerse.
Posee una habilidad casi mística para colocar a un oponente en un trance hipnótico de 10 segundos a través del contacto visual, lo que hace que el oponente crea que el Extranjero puede moverse más rápido de lo que el ojo puede ver. Ha hipnotizado a Spider-Man de esta manera, lo que dejó a Spider-Man desorientado o en un trance ligero durante unos segundos mientras el Extranjero huía a lo que parecía ser una velocidad casi sobrehumana; desde la perspectiva de Spider-Man, parecía que el Extranjero se había teletransportado. El Extranjero usa esta habilidad para evadir enemigos.
Es un maestro del disfraz y ha asumido diversas identidades en todo el mundo. Es un brillante estratega, táctico y recolector de inteligencia que de alguna manera se ha escapado de la atención de los gobiernos y sus agencias, dejando que Spider-Man y otros superhéroes lo manejen.

## En otros medios

### Cine
- El Extranjero aparece en la película Kraven the Hunter (2024), interpretado por Christopher Abbott.[21]Esta versión es un mercenario y asesino contratado por Aleksei Sytsevich / Rhino, quien se enteró de su obsesión con Kraven, quien mató a su mentor llamado Hitman. Más tarde él es asesinado por Calipso con una ballesta.